# Juričići
Juričići is een plaats in de gemeente Buzet in de Kroatische provincie Istrië. De plaats telt 109 inwoners (2001).